# Honda Beat
Honda Beat — кей-кар, выпускавшийся японской компанией Honda с мая 1991 года по февраль 1996 года. Это двухместный родстер с задним среднемоторным расположением двигателя и задним приводом. Это последний автомобиль, одобренный Соитиро Хондой перед его смертью в 1991 году. Всего было выпущено около 33.600 экземпляров, причём примерно две трети из них были построены в первый год производства. Дизайн автомобиля был разработан компанией Pininfarina, которая затем продала проект дизайна компании Honda. Beat был одним из многих автомобилей, созданных с учётом преимуществ японского экономичного класса кей-каров.

## История

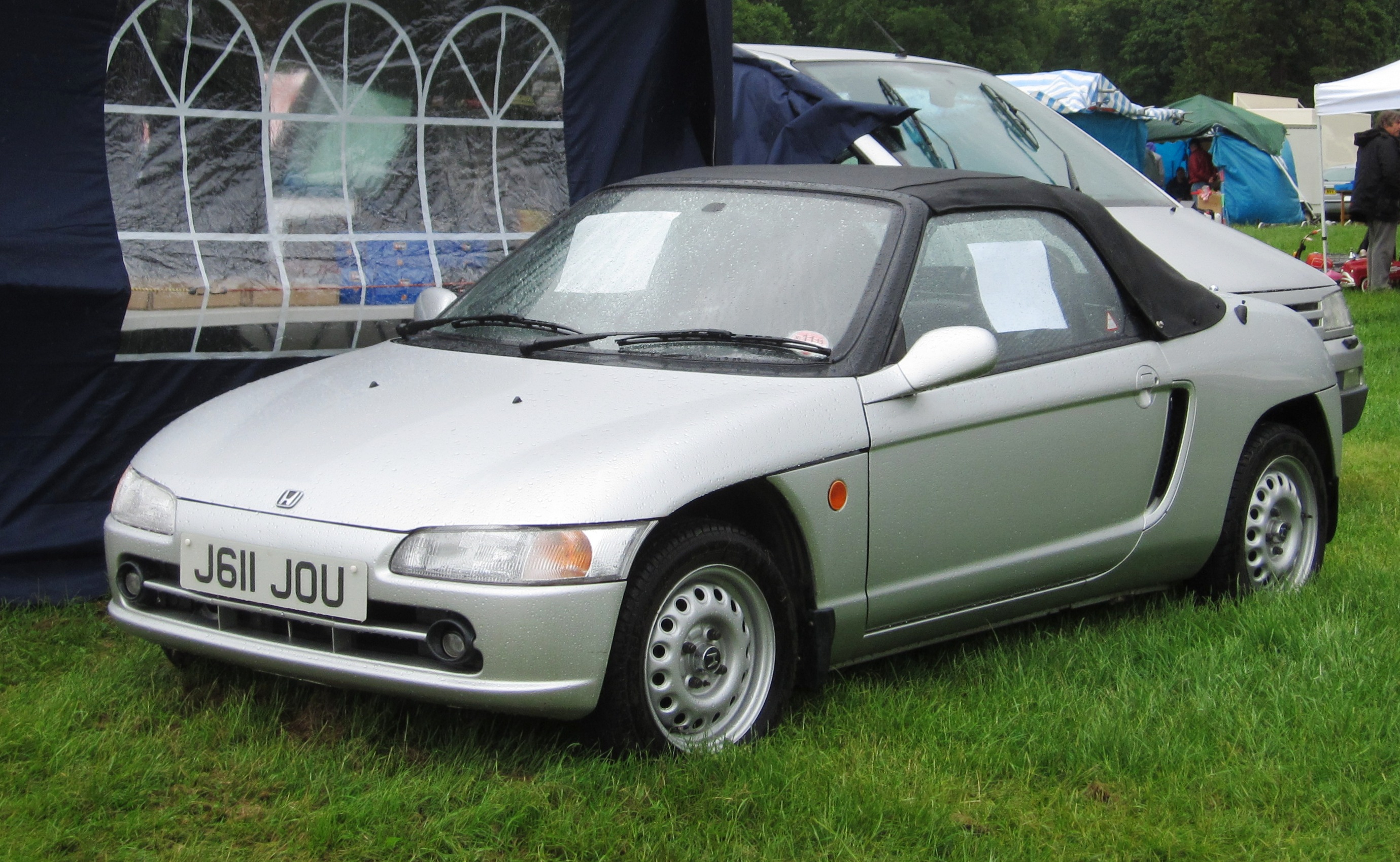
Honda Beat 1991 года

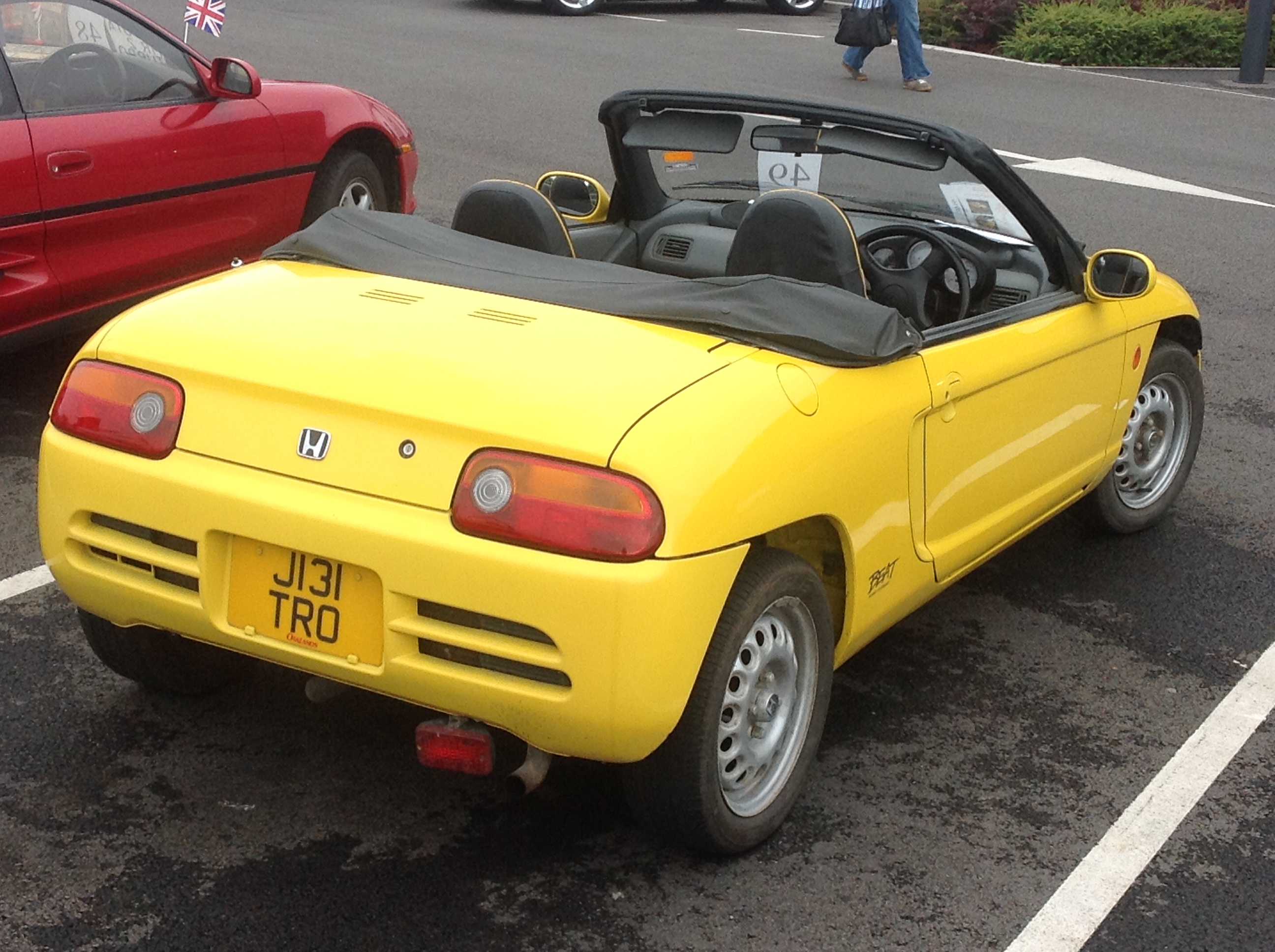
Honda Beat (сзади)

Существовали две основные модели Honda Beat (PP1-100 и PP1-110) и несколько версий ограниченного выпуска. Вариации первой модели были лишь косметическими обновлениями. Только вторая модель имела какие-либо реальные механические отличия. Все автомобили предлагались с возможностью установки подушки безопасности со стороны водителя. Автомобиль продавался исключительно в Японии в дилерских каналах продаж Honda Primo.
В типичном для Honda стиле двигатель Beat не имел турбонаддува или нагнетателя. Доступна была только 5-ступенчатая механическая коробка передач.

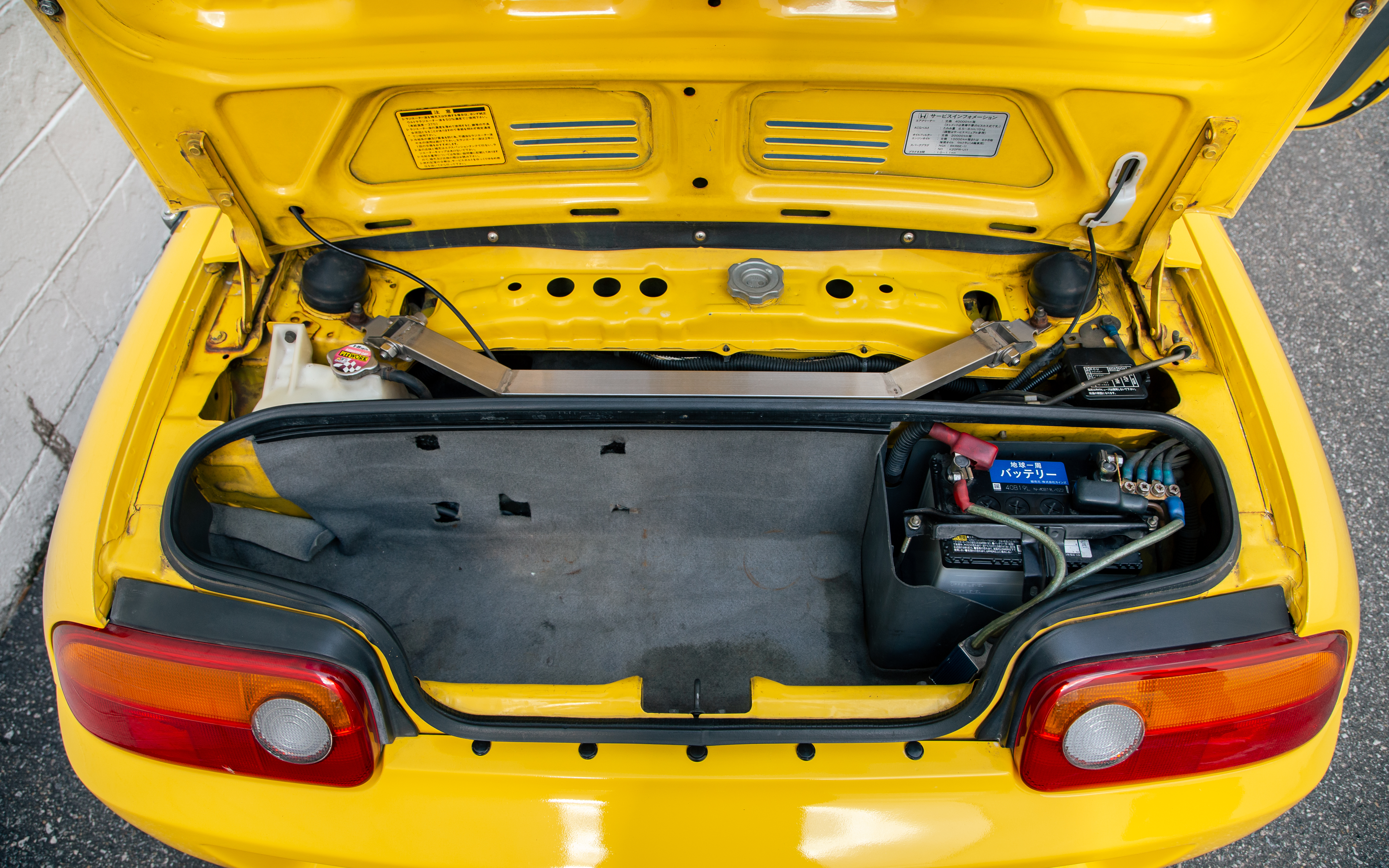
Относительно ограниченный задний багажник Honda Beat.

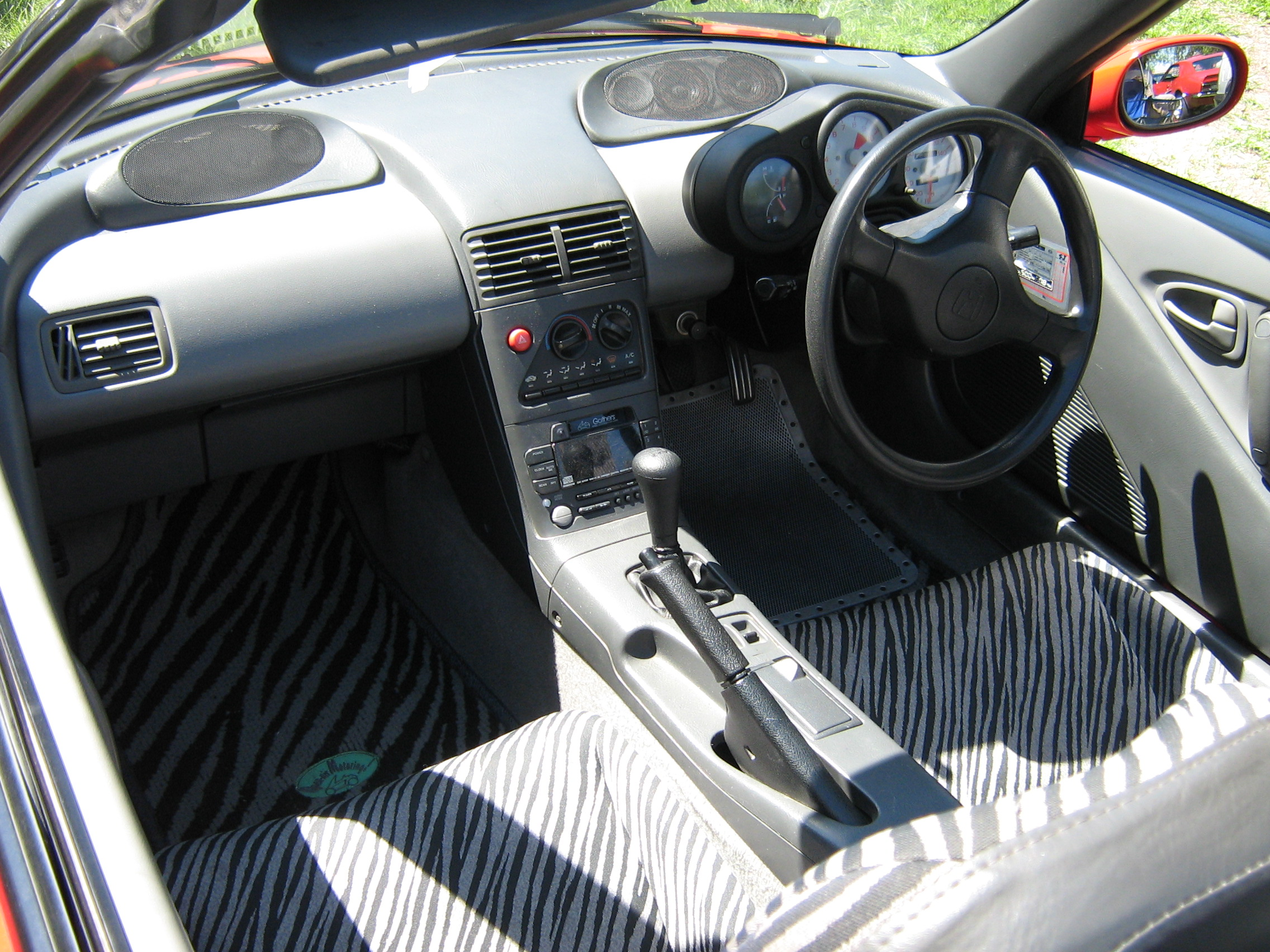
Интерьер

В начале 1990-х годов Honda Beat был частью волны спортивных автомобилей размером с кей-кар. Среди его конкурентов были Suzuki Cappuccino и Mazda Autozam AZ-1. Появления Smart Roadster ожидалось более десяти лет спустя, в то время как Япония не увидела новую модель этого жанра до Daihatsu Copen 2002 года.
9 мая 2010 года на трассе Твин Ринг Мотеги прошёл парад в рамках ежегодного собрания владельцев Honda Beat. В параде, который был занесён в Книгу рекордов Гиннеса как крупнейший парад автомобилей Honda, приняли участие 569 машин Honda Beat. Рекорд был показан в Книге рекордов Гиннеса 2011 года.

## Появления
Honda Beat был показан в популярной британской телевизионной программе Top Gear вместе с автомобилями Daihatsu Mira и Mitsubishi Minica Dangan, где его похвалил Джереми Кларксон. В конце 2019 года обзор на автомобиль сделал юмористический YouTube канал автомобильных обзоров RegularCars.
Автомобиль также присутствует в таких играх, как Gran Turismo 2 (с настройкой Mugen), Sega GT, Gran Turismo 4, Enthusia Professional Racing, Gran Turismo PSP, Gran Turismo 5, Gran Turismo 6, Gran Turismo Sport, Gran Turismo 7, а также во многих других играх.